# Rómer Flóris-emlékérem
A Rómer Flóris-emlékérem a Magyar Régészeti és Művészettörténeti Társulat által 1941-ben alapított és évente egy kiemelkedő tudományos eredményeket elérő régésznek adományozott elismerés.

## Kitüntetettek
- Alföldi András
- B. Bónis Éva
- Bálint Alajos
- Bálint Csanád (2004)
- Banner János (1958)
- Barkóczi László
- Bóna István
- Bökönyi Sándor
- Cs. Sós Ágnes
- Csallány Dezső
- Éry Kinga
- Fitz Jenő (1983)
- Fülep Ferenc (1974)
- Gabler Dénes
- Gábori Miklós
- Garam Éva
- Géfin Gyula (1964)
- Gerevich László
- Hajnóczy Gyula
- Hillebrand Jenő (1947)
- Holl Imre (1994)
- Horváth István (1999)
- Horváth László (2011)
- Huszár Lajos (1966)
- Kalicz Nándor
- Koppány Tibor
- Korek József
- Kovalovszki Júlia
- Kovács Tibor (1985)
- Kovrig Ilona
- Kőhegyi Mihály
- Kutzián Ida
- Láng Nándor (1942)
- László Gyula (1964)
- Lovag Zsuzsa (2000)
- Makkay János
- Mesterházy Károly (1995)
- Mócsy András
- Mozsolics Amália
- Müller Róbert (2012)
- Nagy Lajos
- Nagy Tibor
- Németh Péter (2015)
- Oroszlán Zoltán
- Párducz Mihály
- Palágyi Sylvia (2013)
- Patay Pál (1978)
- Patek Erzsébet (1982)
- F. Petres Éva
- Póczy Klára (1988)
- Raczky Pál (2013)
- Soproni Sándor
- Szabó Miklós
- Szentléleky Tihamér
- Szilágyi János György (1977)
- Tomka Péter
- Tompa Ferenc
- Tóth Endre (1997)
- Török László (2006)
- Trogmayer Ottó
- Valter Ilona
- Visy Zsolt (2009)